# Хурхумал, Адгур Вадимович
Адгур Вадимович Хурхумал (род. 24 августа 1982, Ткварчели, Абхазская АССР, Грузинская ССР) — абхазский политик, кандидат в президенты на президентских выборах 2025 года, председатель КБ «Черноморский банк Развития».

## Биография
Родился 24 августа 1982 года в Ткварчели.
Окончил Майкопский государственный технологический университет по специальности «экономика и управление на предприятии».
Работал председателем правления КБ «Черноморский банк Развития».
16 января 2025 года Центризбирком Республики Абхазии зарегистрировал Адгура Хурхумал кандидатом в президенты Абхазии на президентских выборах 2025 года.